# Heterogriffus
Heterogriffus là một chi nhện trong họ Thomisidae.